# Héctor Rial
José Héctor Rial Laguía (Pergamino, Buenos Aires, 14 de octubre de 1928–Madrid, 24 de febrero de 1991), fue un futbolista y entrenador argentino nacionalizado español que jugaba como delantero o centrocampista ofensivo, integrante histórico de los equipos Club Atlético San Lorenzo de Almagro, Club Independiente Santa Fe, Club Nacional de Football y Real Madrid Club de Fútbol.
Poseedor de doble nacionalidad, fue internacional con la selección española debutando el 17 de marzo de 1955 en una derrota frente a la selección francesa, y logrando su único gol en los cinco partidos que disputó con España el 18 de mayo del mismo año frente a la selección inglesa y que finalizó con empate a un gol.
Fue junto a Alfredo Di Stéfano, Ferenc Puskás, Paco Gento y Raymond Kopa integrante de la delantera del recordado «Madrid de Di Stéfano» o «Madrid de las cinco Copas de Europa», señalado por la UEFA como uno de los mejores equipos de la historia, junto a los que se proclamó campeón del mundo en 1960 tras vencer la Copa Intercontinental frente al Club Atlético Peñarol.
Tras su retirada deportiva se dedicó a la parcela técnica donde entrenó a numerosos equipos y selecciones hasta finalmente cesar sus actividades deportivas en 1990.

## Trayectoria

### Inicios en Sudamérica
Hijo de españoles, se formó en las categorías inferiores del Club Atlético San Lorenzo de Almagro, debutando con su primer equipo el 21 de septiembre de 1947, formando delantera con Reggi, Uñate, Pappa y Silva en el partido de la 22.ª jornada. El encuentro, disputado frente al Club Atlético Independiente finalizó con victoria por 0-4 y en el que el jugador anotó su primer gol como profesional.
En 1948 el club azulgrana viajó a España como parte de una gira europea previa al comienzo del campeonato. Aquel equipo logró maravillar a todos los españoles y entre sus filas el jugador resaltó más que el resto, portando el número 10 y con una compostura espigada, fue en ese preciso momento cuando dos equipos españoles quisieron contratarlo siendo el Club de Fútbol Barcelona y el Valencia Club de Fútbol los más interesados pero la directiva argentina se negó a negociar por el jugador.
Sin embargo al regresar a Sudamérica, René Pontoni se llevó a Rial al Club Independiente Santa Fe colombiano —donde recibió el apodo de «El Nene»—, para disputar la supremacía de «El Ballet Azul» del Club Deportivo Los Millonarios, donde jugaba la estrella Alfredo Di Stéfano, quien años después sería su compañero. Así mismo, en su estadio en Colombia contrajo matrimonio con su esposa Sonia, pero al caer en bancarrota el equipo fue cedido al Club Nacional de Football de Uruguay, equipo en el que jugó hasta 1954 y donde logró ganar un campeonato de liga y un Torneo Competencia o de Copa. Fue entonces cuando recibió una carta de Alfredo Di Stéfano invitándole a jugar con el Real Madrid Club de Fútbol. Ante la negativa del presidente Añón —quien ya había rechazado una oferta del Club Atlético de Madrid—, Raimundo Saporta, directivo del club madrileño, acudió a buscar al jugador no aceptando negativas y ante la insistencia del jugador se logró así que el futbolista se enrolara en las filas del conjunto español.

### Sus éxitos en Europa

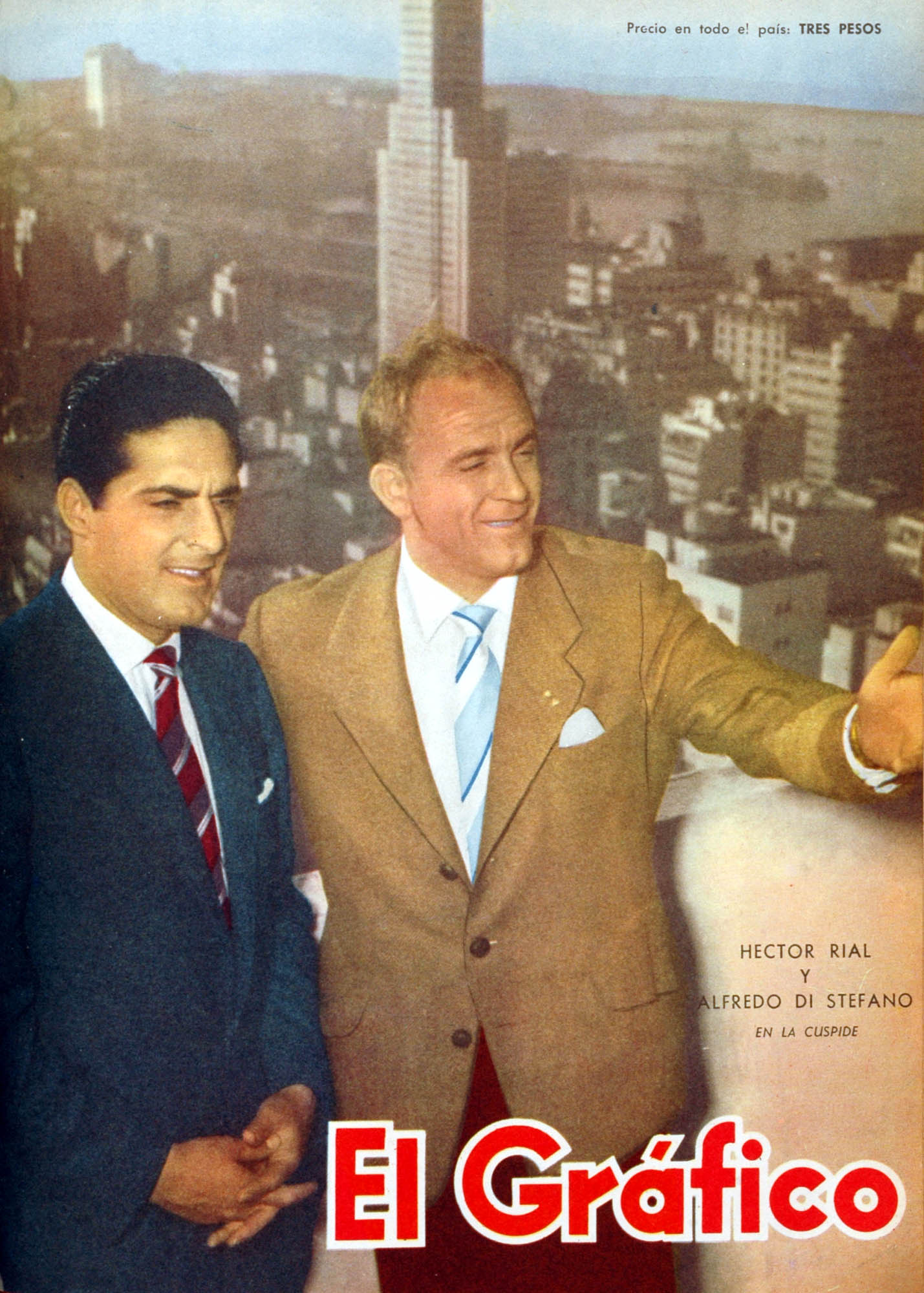
Héctor Rial junto a Alfredo Di Stéfano.

En el Real Madrid C. F. logró alcanzar su plenitud y madurez futbolística. Ingresó en el club el 10 de junio de 1954, y en él mejoró su técnica, perfeccionó sus pases y el manejo de velocidad. Logró cinco Copas de Europa, dos Copas Latinas, cuatro campeonatos de Liga y una Copa Intercontinental, además de dos trofeos Ramón de Carranza y una Pequeña Copa del Mundo. Tras seis temporadas en el conjunto español en los que conquistó renombre y doce títulos, comenzó a ser suplente habitual, por lo que regresó brevemente a Sudamérica como cedido al club chileno de Unión Española a mediados de su séptima temporada en 1961. El bravo interior, que cedió definitivamente su dorsal a Ferenc Puskás y que fue homenajeado por el club, pasó tras su breve etapa chilena de cinco meses a formar parte de las filas del Real Club Deportivo Español de Barcelona. Sin embargo, después de una campaña decepcionante del equipo, donde finalizó en la posición 13.ª de dieciséis participantes del campeonato liguero, fichó por el Olympique de Marseille, con quien jugó un total de 22 partidos.
Al final de la temporada decidió retirarse como jugador profesional y se dedicó a trabajar como entrenador. En 1974 es llamado para dirigir al Club Deportivo Guadalajara de México, para posteriormente regresar a su país natal para dirigir como auxiliar-asesor a la selección argentina en la Copa Mundial de 1974 celebrada en Alemania. Tiempo después dirigió a la selección saudí y al Club Estudiantes de La Plata, entre otros. También hizo carrera como entrenador en España para dirigir a la Selección olímpica española, al Real Club Deportivo Mallorca, al Pontevedra Club de Fútbol, al Real Zaragoza, a la Unión Deportiva Las Palmas, al Real Club Deportivo de La Coruña y al Elche Club de Fútbol.

## Selección nacional
Poseedor de la doble nacionalidad, Rial fue internacional con la selección española entre 1955 y 1958, debutando en un partido amistoso contra el equipo nacional de Francia, el 17 de marzo de 1955 que finalizó con derrota por 1-2. Durante el período en el que vistió la camisa de la selección Rial jugó cinco partidos, todos ellos amistosos, y anotó un único gol logrado en el empate 1-1 contra la selección inglesa el 18 de mayo de 1955.

## Estadísticas

### Clubes
Datos actualizados a fin de carrera deportiva.
| C. A. San Lorenzo Argentina |               |               |    |              |              |              |              |     |     |      |      |
| 1.ª | 1947          | ?             | 9  | -            | -            | -            | -            | 17? | 9   | 0    |      |
| 1.ª | 1948          | ?             | 2  | -            | -            | Inexistentes | Inexistentes | 31? | 2   | 0,90 |      |
| 1.ª | 1949          | ?             | 9  | -            | -            | Inexistentes | Inexistentes | ?   | 9   | ?    |      |
| Total club | Total club    | 40            | 20 | 0            | 0            | 0            | 0            | 40  | 20  | 0,50 |      |
| C. I. Santa Fe · Colombia |               |               |    |              |              |              |              |     |     |      |      |
| 1.ª | 1949          | ?             | ?  | Inexistentes | Inexistentes | Inexistentes | Inexistentes | ?   | ?   | 0    |      |
| 1.ª | 1950          | ?             | ?  | ?            | ?            | Inexistentes | Inexistentes | ?   | ?   | 0    |      |
| 1.ª | 1951          | ?             | ?  | ?            | ?            | Inexistentes | Inexistentes | ?   | ?   | 0    |      |
| Total club | Total club    | ?             | ?  | ?            | ?            | 0            | 0            | 54  | 26  | 0,48 |      |
| Club Nacional · Uruguay |               |               |    |              |              |              |              |     |     |      |      |
| 1.ª | 1952          | ?             | ?  | ?            | ?            | Inexistentes | Inexistentes | ?   | ?   | ?    |      |
| 1.ª | 1953          | ?             | ?  | ?            | ?            | Inexistentes | Inexistentes | ?   | ?   | ?    |      |
| 1.ª | 1954          | ?             | ?  | ?            | ?            | Inexistentes | Inexistentes | ?   | ?   | ?    |      |
| Total club | Total club    | 35            | ?  | 16           | ?            | 0            | 0            | 51  | 20  | 0,39 |      |
| Real Madrid C. F. · España |               |               |    |              |              |              |              |     |     |      |      |
| 1.ª | 1954-55       | 30            | 18 | 4            | -            | 2            | 2            | 36  | 20  | 0,56 |      |
| 1.ª | 1955-56       | 25            | 15 | 6            | 3            | 7            | 5            | 38  | 23  | 0,61 |      |
| 1.ª | 1956-57       | 5             | 1  | 4            | -            | 5            | 2            | 14  | 3   | 0,21 |      |
| 1.ª | 1957-58       | 27            | 17 | 6            | 1            | 6            | 4            | 39  | 22  | 0,56 |      |
| 1.ª | 1958-59       | 20            | 9  | 5            | 2            | 6            | 2            | 31  | 13  | 0,42 |      |
| 1.ª | 1959-60       | 5             | -  | 3            | 1            | 1            | 1            | 9   | 2   | 0,22 |      |
| 1.ª | 1960-61       | 2             | -  | -            | -            | -            | -            | 2   | 0   | 0    |      |
| Total club | Total club    | 114           | 60 | 28           | 7            | 27           | 16           | 169 | 83  | 0,49 |      |
| Club Unión Española · Chile |               |               |    |              |              |              |              |     |     |      |      |
| 1.ª | 1961          | 15            | 1  | -            | -            | -            | -            | 15  | 1   | 0,07 |      |
| Total club | Total club    | 15            | 1  | 0            | 0            | 0            | 0            | 15  | 1   | 0,07 |      |
| R. C. D. Español · España |               |               |    |              |              |              |              |     |     |      |      |
| 1.ª | 1961-62       | 6             | 1  | 2            | -            | 1            | -            | 9   | 1   | 0,11 |      |
| Total club | Total club    | 6             | 1  | 2            | 0            | 1            | 0            | 9   | 1   | 0,11 |      |
| Olympique Marseille Francia |               |               |    |              |              |              |              |     |     |      |      |
| 1.ª | 1962-63       | 16            | -  | 5            | -            | 1            | -            | 22  | 0   | 0    |      |
| Total club | Total club    | 16            | 0  | 5            | 0            | 1            | 0            | 22  | 0   | 0    |      |
| Total carrera | Total carrera | Total carrera | ?  | ?            | ?            | ?            | 29           | 16  | 360 | 151  | 0,42 |
| (1) Incluye datos de Copa Escobar (1947-49) / Copa George VI (1948); Copa Colombia (1951); Compet. / Honor / Cuadr. (1952-54); Copa de España (1954-62); Coupe de France (1962-63). (2) Incluye datos de Copa Aldao (1947); Copa Latina (1954-57) / Copa de Europa (1955-60) / Copa de Ferias (1961-63) (3) No incluye goles en partidos amistosos. |               |               |    |              |              |              |              |     |     |      |      |

### Selecciones
Datos actualizados a fin de carrera deportiva.
A lo largo de su carrera Rial disputó un total de cinco partidos internacionales en los que anotó un gol. Todos los partidos disputados fueron amistosos, por lo que no pudo defender a la selección en ningún evento internacional.
| Absoluta · España |                 |   |   |   |   |   |   |   |      |      |
| 1954-55 | 2               | 1 | - | - | - | - | 2 | 1 | 0,50 |      |
| 1955-56 | 1               | - | - | - | - | - | 1 | 0 | 0    |      |
| 1956-57 | -               | - | - | - | - | - | 0 | 0 | 0    |      |
| 1957-58 | 2               | - | - | - | - | - | 2 | 0 | 0    |      |
| Total | 5               | 1 | 0 | 0 | 0 | 0 | 0 | 0 | 0,20 |      |
| Total selección | Total selección | 5 | 1 | 0 | 0 | 0 | 0 | 0 | 0    | 0,20 |
| (4) Copa de Naciones de Europa (1954-58). Incluye datos de las fases de clasificación para los campeonatos continentales. (5) Incluye datos de las fases de clasificación para los campeonatos del Mundo. (6) No incluye goles en partidos amistosos. |                 |   |   |   |   |   |   |   |      |      |

## Palmarés

### Títulos nacionales
| Título                      | Club        | País    | Año     |
| --------------------------- | ----------- | ------- | ------- |
| Primera División de Uruguay | Nacional    | Uruguay | 1952    |
| Torneo Competencia          | Nacional    | Uruguay | 1952    |
| Torneo Cuadrangular         | Nacional    | Uruguay | 1952    |
| Primera División de España  | Real Madrid | España  | 1954-55 |
| Primera División de España  | Real Madrid | España  | 1956-57 |
| Primera División de España  | Real Madrid | España  | 1957-58 |
| Primera División de España  | Real Madrid | España  | 1960-61 |

### Títulos internacionales
| Título                      | Club        | País     | Año     |
| --------------------------- | ----------- | -------- | ------- |
| Copa Latina                 | Real Madrid | Francia  | 1955    |
| Copa de Campeones de Europa | Real Madrid | Francia  | 1955-56 |
| Copa de Campeones de Europa | Real Madrid | España   | 1956-57 |
| Copa Latina                 | Real Madrid | España   | 1957    |
| Copa de Campeones de Europa | Real Madrid | Bélgica  | 1957-58 |
| Copa de Campeones de Europa | Real Madrid | Alemania | 1958-59 |
| Copa de Campeones de Europa | Real Madrid | Escocia  | 1959-60 |
| Copa Intercontinental       | Real Madrid | España   | 1960    |

(*) Incluyendo la selección
Entre sus títulos oficiales no se contabiliza una Pequeña Copa Mundial de Clubes en 1956 al no estar clara su oficialidad.